# Nancy Cartwright (filosoof)
Nancy Delaney Cartwright (24 januari 1944) is een Amerikaanse wetenschapsfilosofe. 
Haar bekendste boek is How the Laws of Physics Lie (1983) waarin ze stelt dat in wetenschap fundamentele wetten hun verklaringskracht krijgen uit hun empirische adequaatheid en dat ze enkel gelden onder strikte reeks 'ceteris paribus'-clausules. Wetenschap moet bovendien volgens Cartwright in functie staan van het verbeteren van de wereld, eerder dan de ultieme metafysische waarheden ervan te achterhalen. In recenter werk is ze zich gaan bezig houden met het bestuderen van economie en wetenschapsbeleid.
Cartwright was getrouwd met Stuart Hampshire tot diens dood in 2004. Eerder was ze getrouwd met Ian Hacking.